# Edinburgh Zoo
Koordinaten: 55° 56′ 43″ N, 3° 16′ 16,4″ W

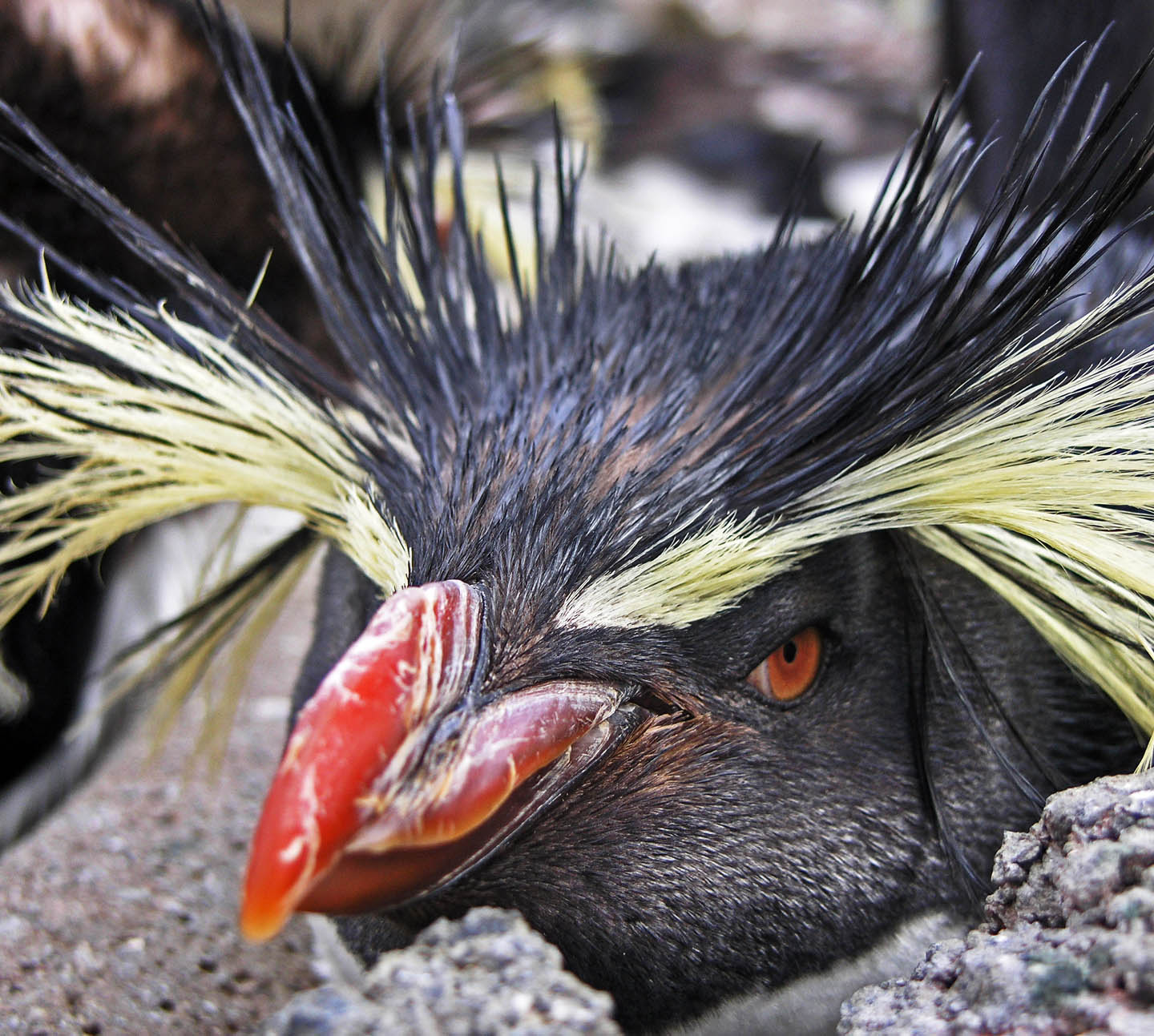
Ein Felsenpinguin

Der Edinburgh Zoo (früher Scottish National Zoological Park; dt. Zoo Edinburgh bzw. Schottischer Nationalzoo) liegt im Corstorphine-Bezirk von Edinburgh, unweit des Murrayfield-Stadions.
Eigentümer ist die Königlich Zoologische Gesellschaft von Schottland. 2019 wurde der Edinburgh Zoo von rund 605.000 Personen besucht. 2024 betrug die Besucherzahl etwa 532.000 Personen.
Das Motto des Zoos lautet:
„Unsere Besucher erstaunen und mit dem Wunder des Tierlebens inspirieren und so die Bewahrung bedrohter Spezies und Tierarten verbreiten.“

## Geschichte
Die Royal Zoological Society of Scotland, eine eingetragene gemeinnützige Gesellschaft, wurde 1909 gegründet, inspiriert vom Edinburgher Rechtsanwalt Thomas Hailing Gillespie. Die Original-Charta gibt folgenden Zweck der Gesellschaft vor:

“To promote, facilitate and encourage the study of zoology and kindred subjects and to foster and develop amongst the people an interest in and knowledge of animal life.”

„Das Studium der Zoologie und von Gleichartigem bekannt machen, ermöglichen und dazu ermutigen, und bei den Menschen ein Interesse an und Wissen über Tiere pflegen und entwickeln.“

Das Gelände des heutigen Zoos wurde vom Stadtrat von Edinburgh für die Gesellschaft gekauft und der Zoo am 4. Februar 1913 gegründet, aber erst am 22. Juli der Öffentlichkeit übergeben. Auf dem Gelände befand sich vorher eine Baumschule mit Park, in der unter anderem die Apfelsorten James Grieve und John Downie entwickelt wurden.
Noch im Jahr 1913 wurde das Königliche Statut verliehen, das Präfix „Royal“ (königlich) jedoch wurde erst nach einem Besuch von König George VI. 1948 verliehen.
Seit 1986 hat die Gesellschaft zusätzlich den Hochland Wildtierpark in Kingussie, 48 Kilometer südlich der Stadt Inverness, übernommen.

## Tiere und Anlagen

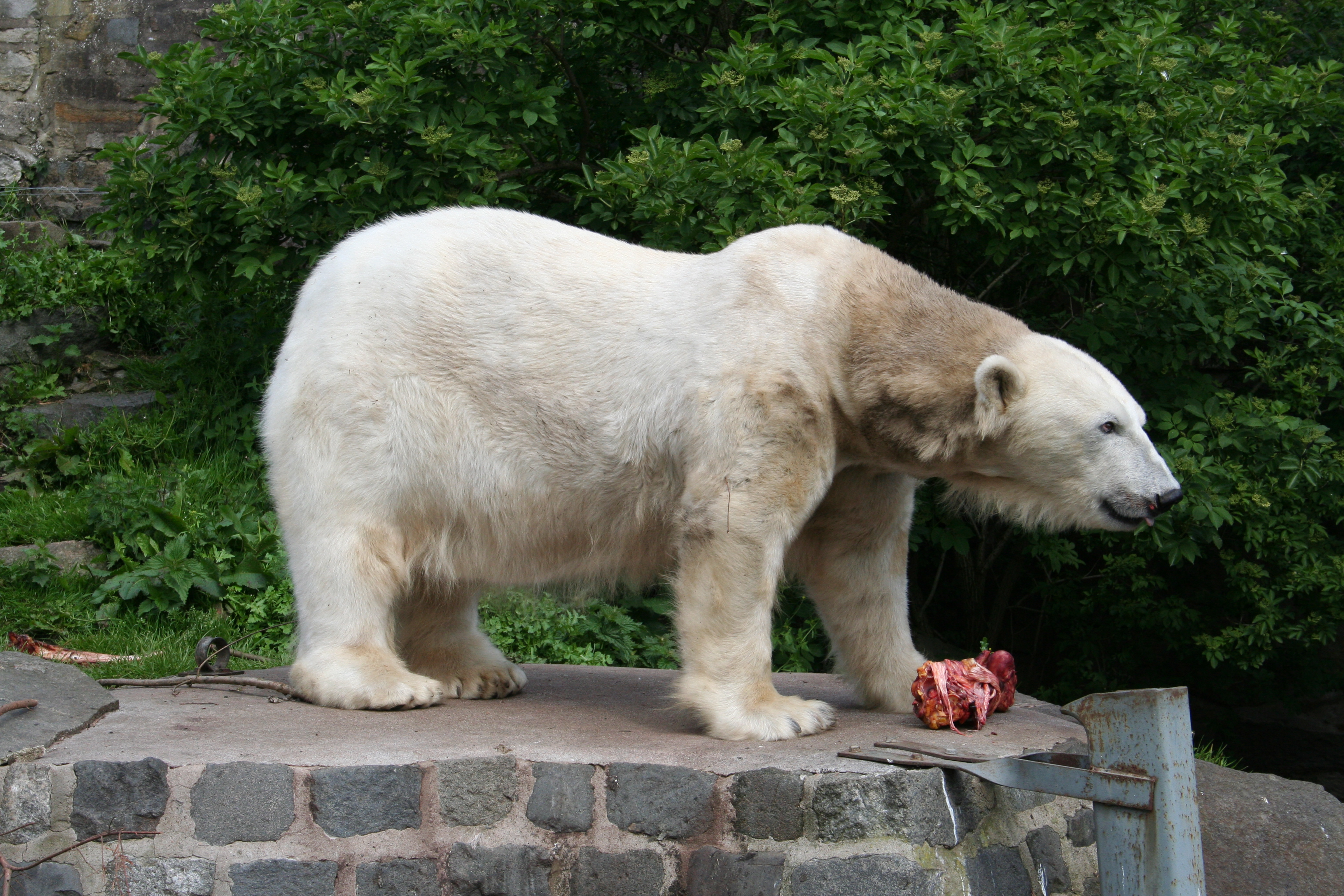
Eisbär „Mercedes“

Im Jahr 2005 umfasste die Ausstellung des zoologischen Gartens ca. 1000 Tiere, die auf etwa 33 ha präsentiert werden.
Bedingt durch das überwiegend kühle Klima hat der Zoo sich in den letzten Jahren auf Säugetiere und Vögel konzentriert, dennoch finden sich im Discovery Centre (Entdeckerzentrum) noch einige Reptilien und Amphibien. Der Zoo zeigt die einzigen Koalas und von 2011 bis 2023 die einzigen Großen Pandas Britanniens; letztere wurden im Dezember 2023 an China zurückgegeben. Er ist außerdem bekannt für seine umfangreiche Sammlung an Pinguinen, so zum Beispiel die Königspinguine, die zweitgrößte Pinguinart der Welt, die Eselspinguine und die Felsenpinguine. Die ersten Pinguine kamen durch eine Walfangexpedition im Januar 1914 nach Edinburgh. Einer der Pinguine im Zoo, Sir Nils Olav III, ist das Maskottchen der Garde des Norwegischen Königs im symbolischen Rang eines Brigadegenerals. Weitere Arten sind der Helmkasuar, der Riesenseeadler, der Schwarzstorch und die Fächertaube.
Rainbow Landings, ein Rundweg durch die Voliere der Loris, wurde im Dezember 2007 fertiggestellt und eröffnet.

## Bilder des Edinburgher Zoos

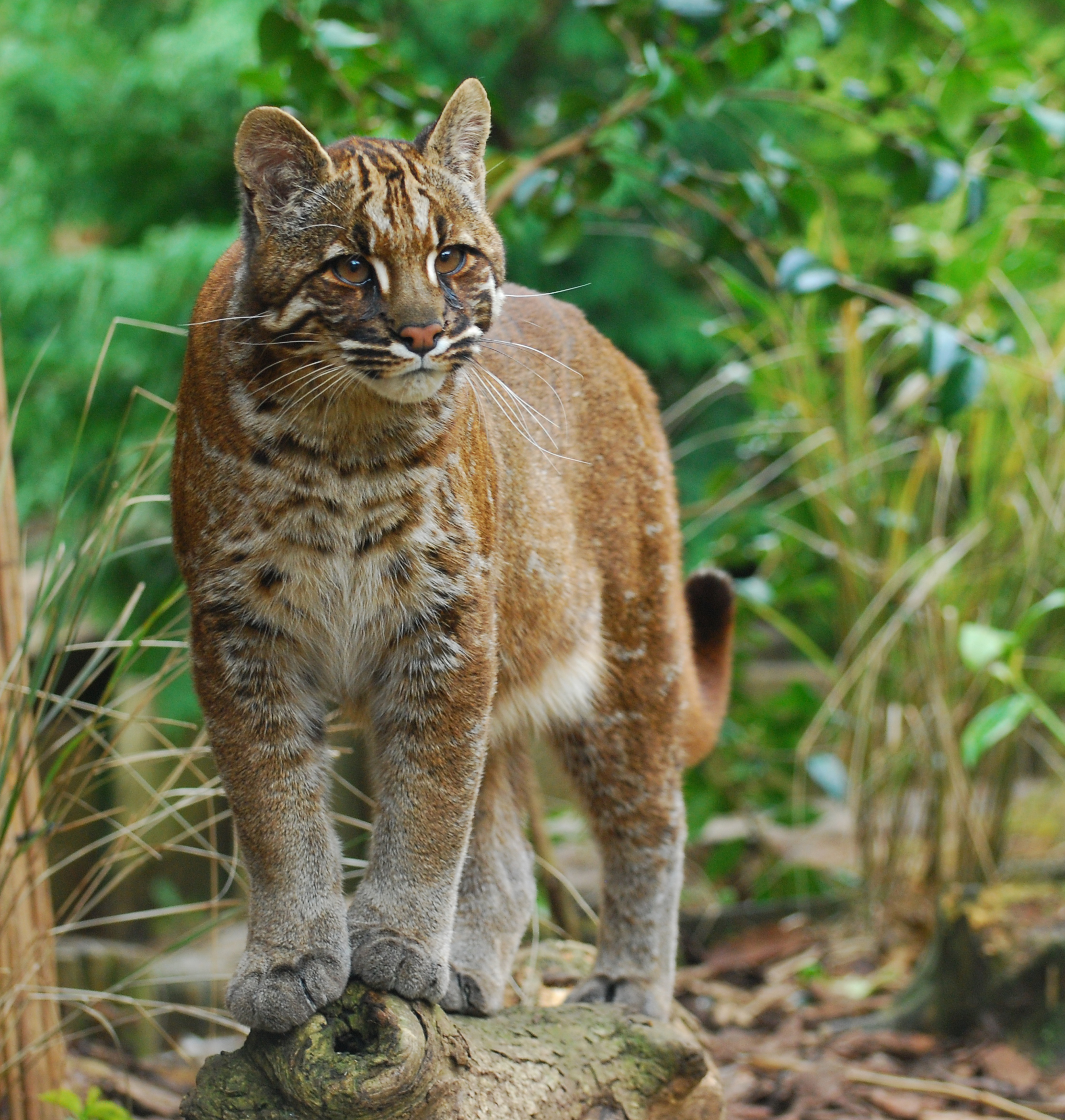
Asiatische Goldkatze
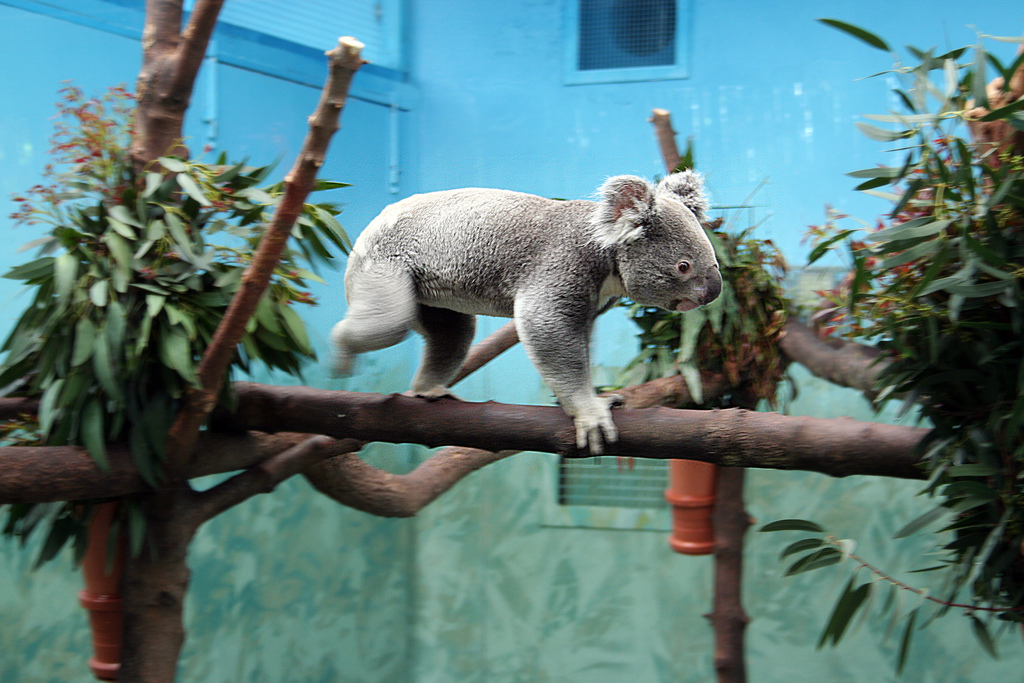
Koala
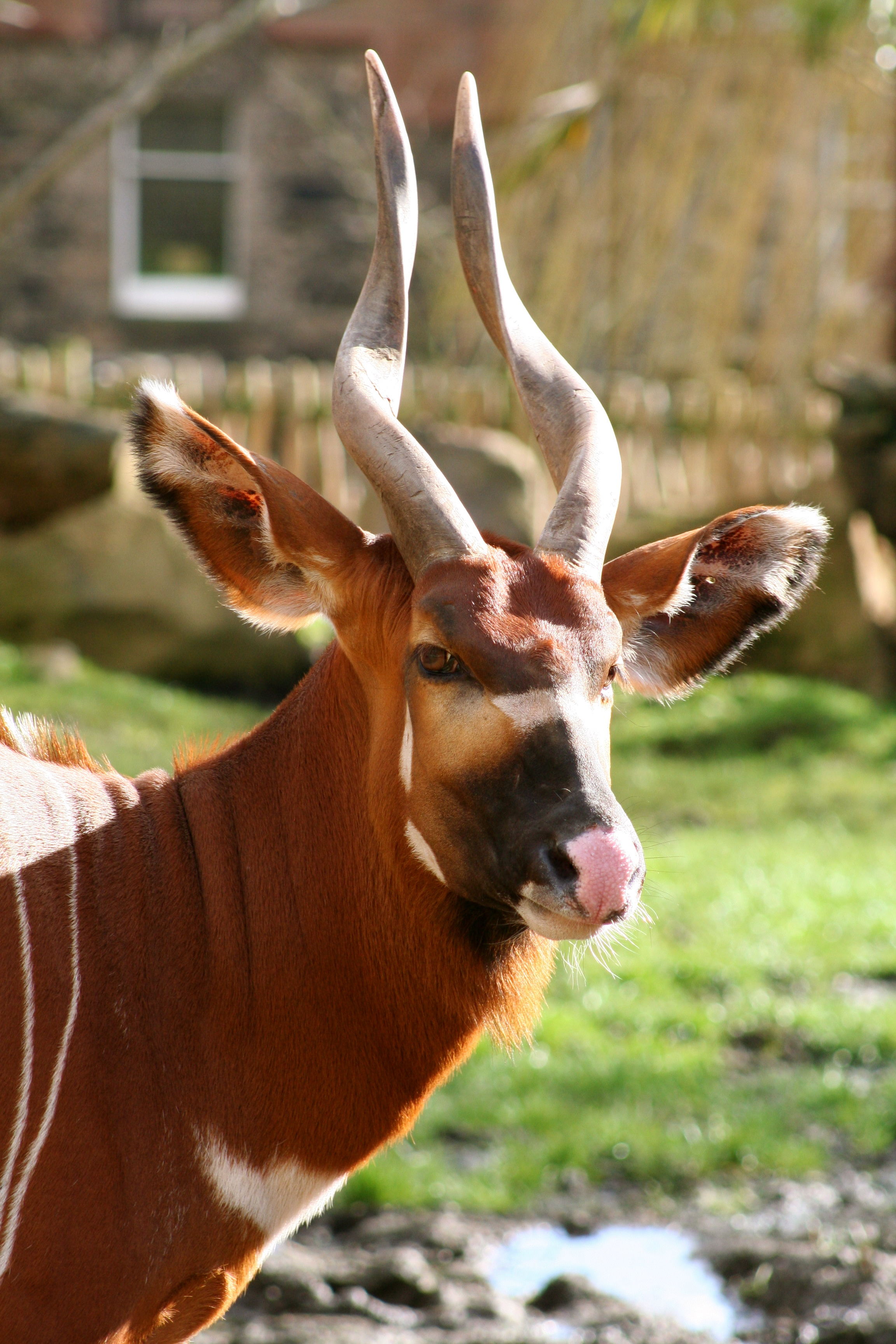
Bongo
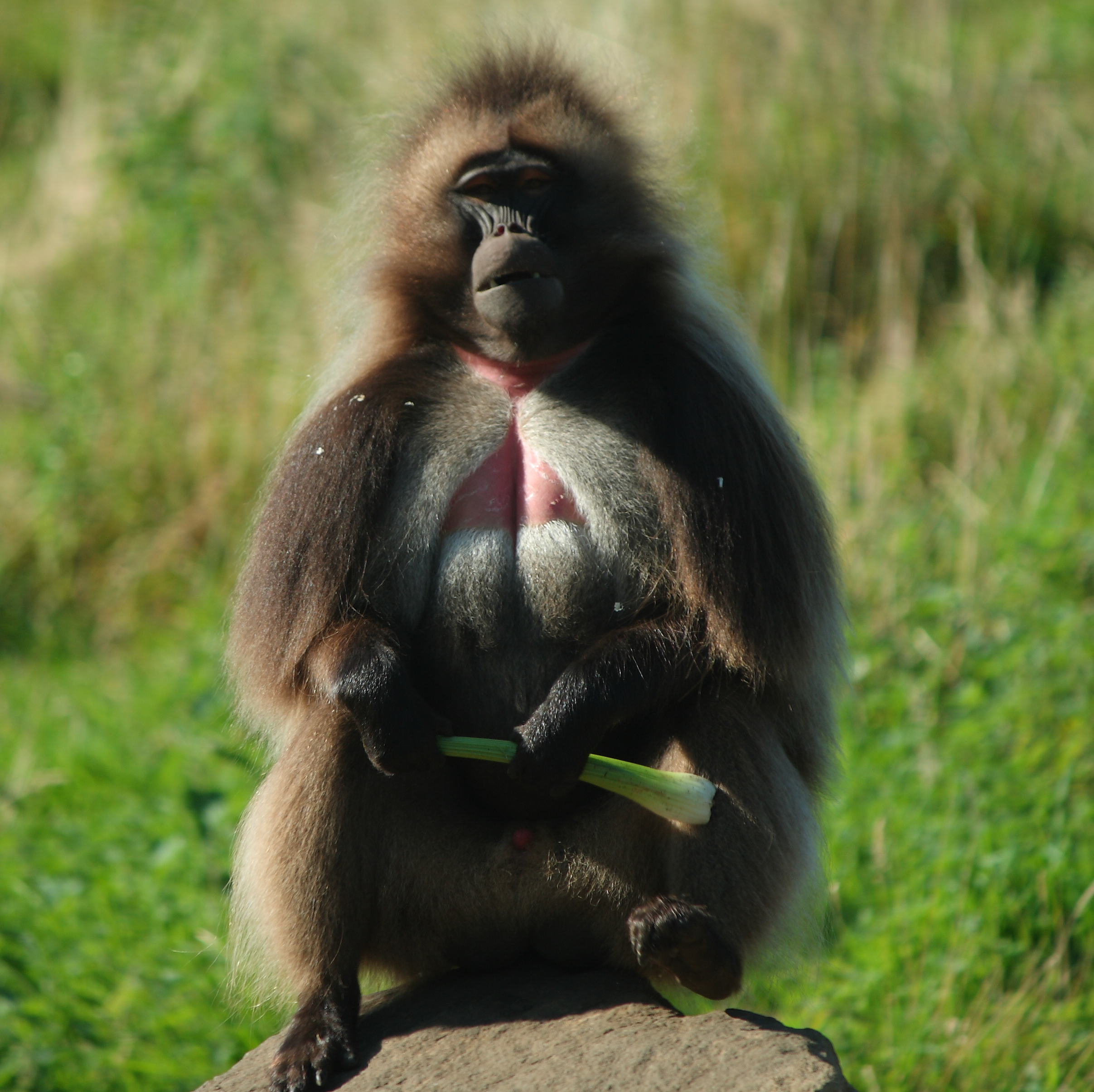
Dschelada
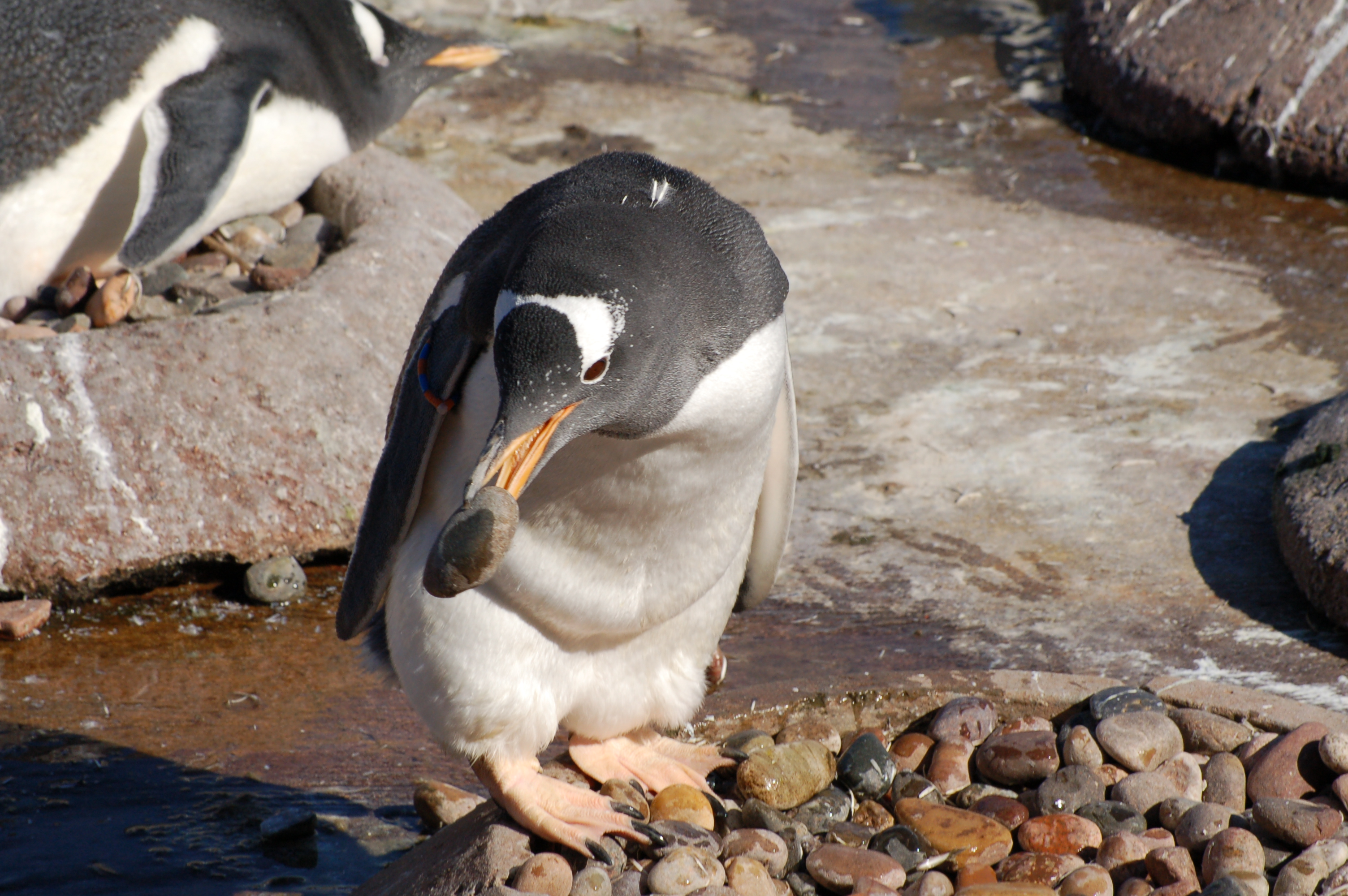
Eselspinguin
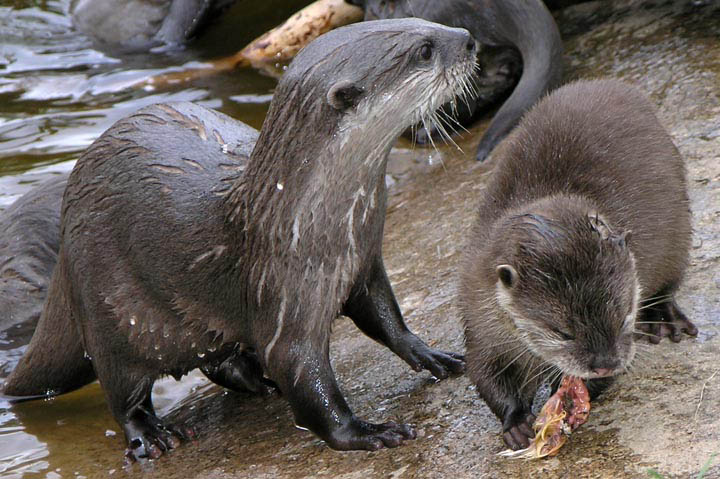
Zwergotter
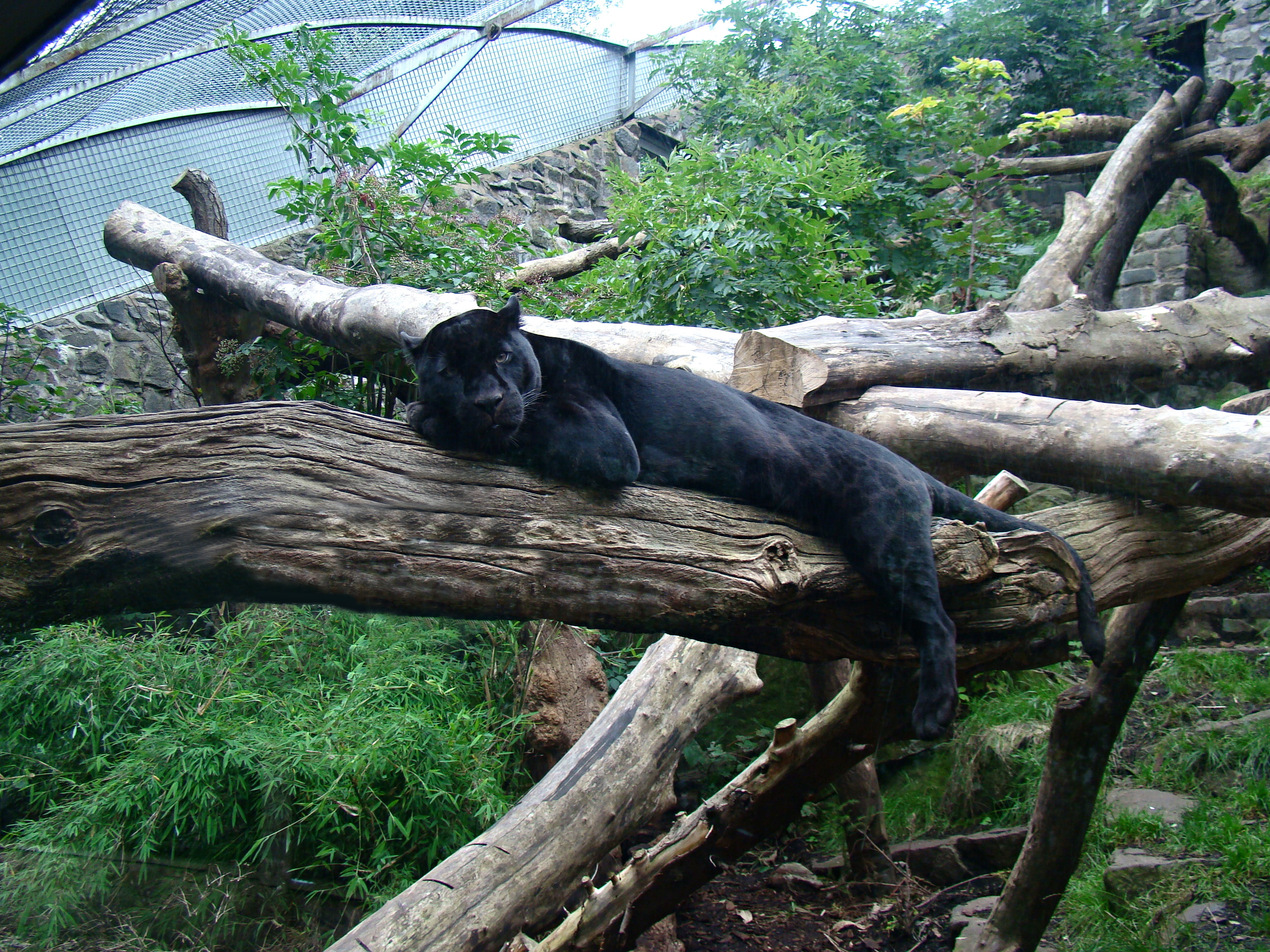
Schwarzer Jaguar
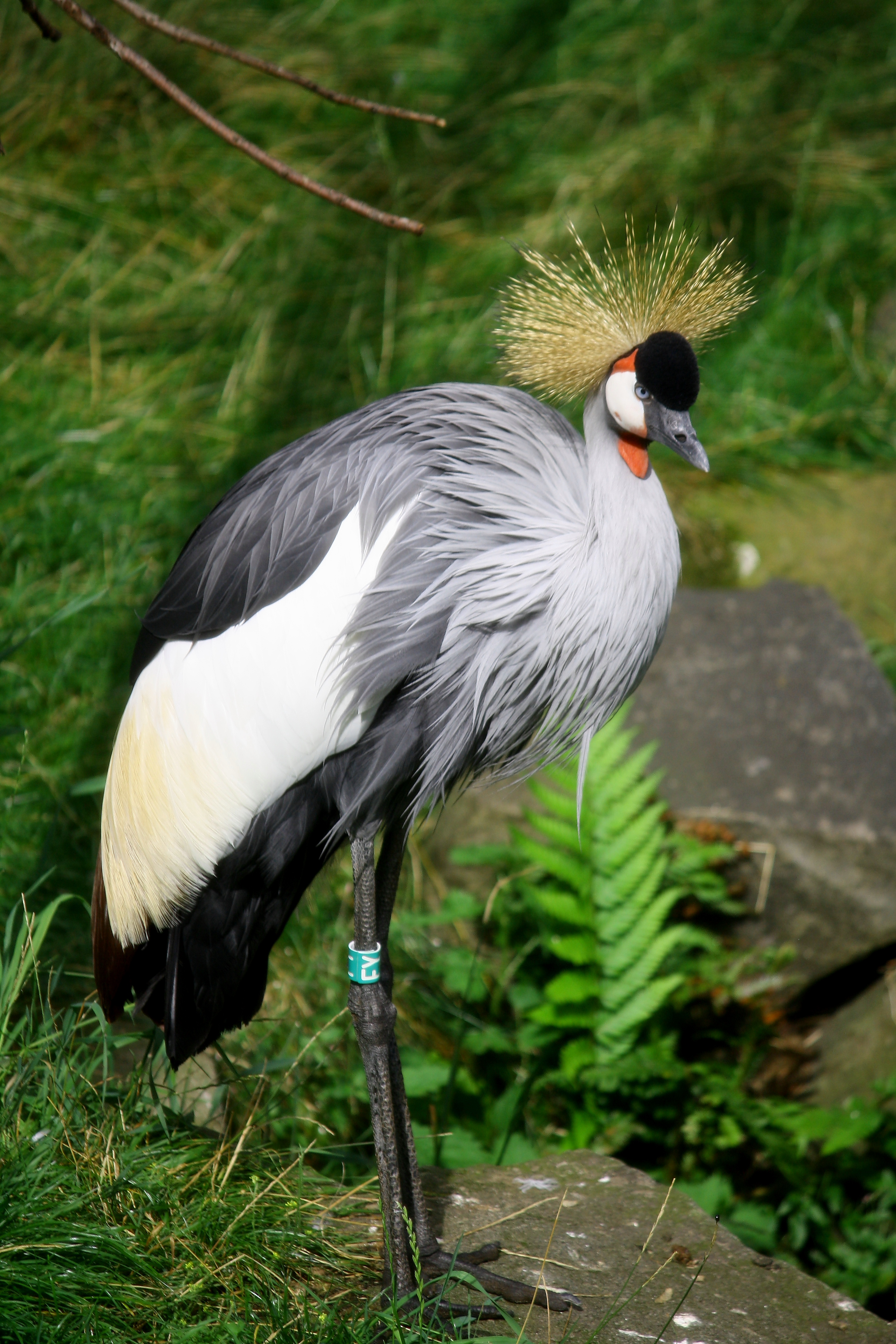
Südafrika-Kronenkranich
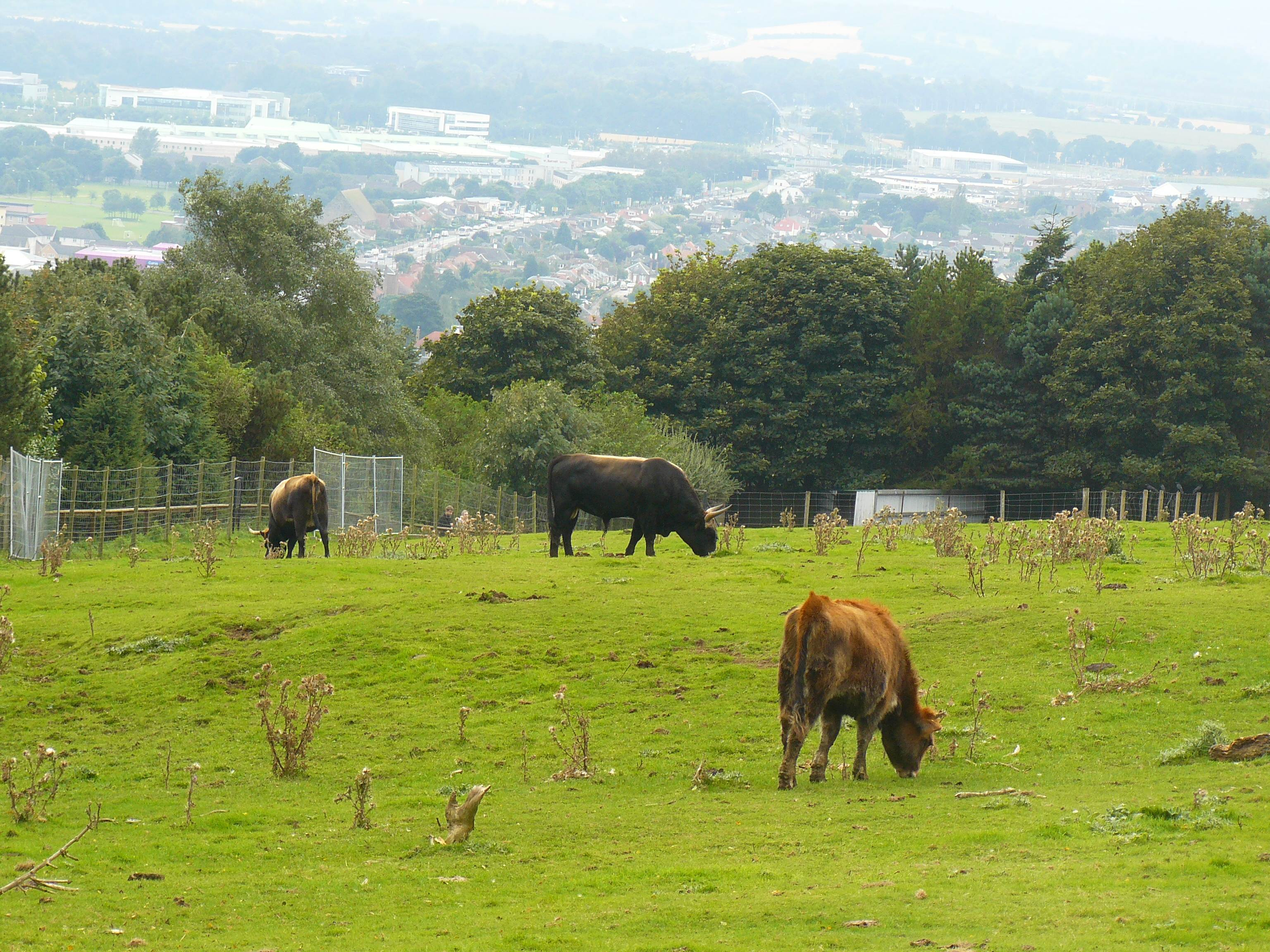
Heckrinder
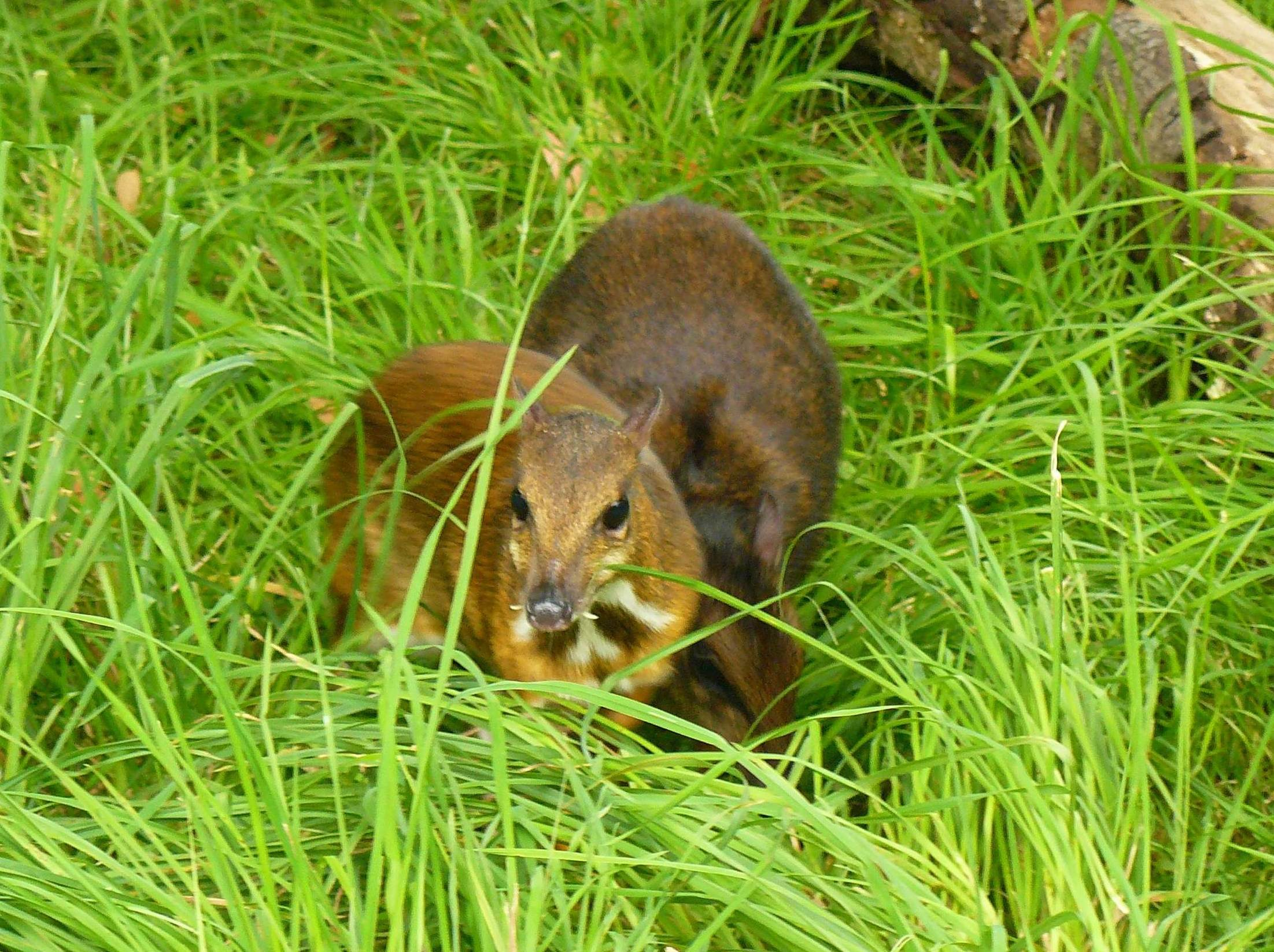
Kleinkantschil
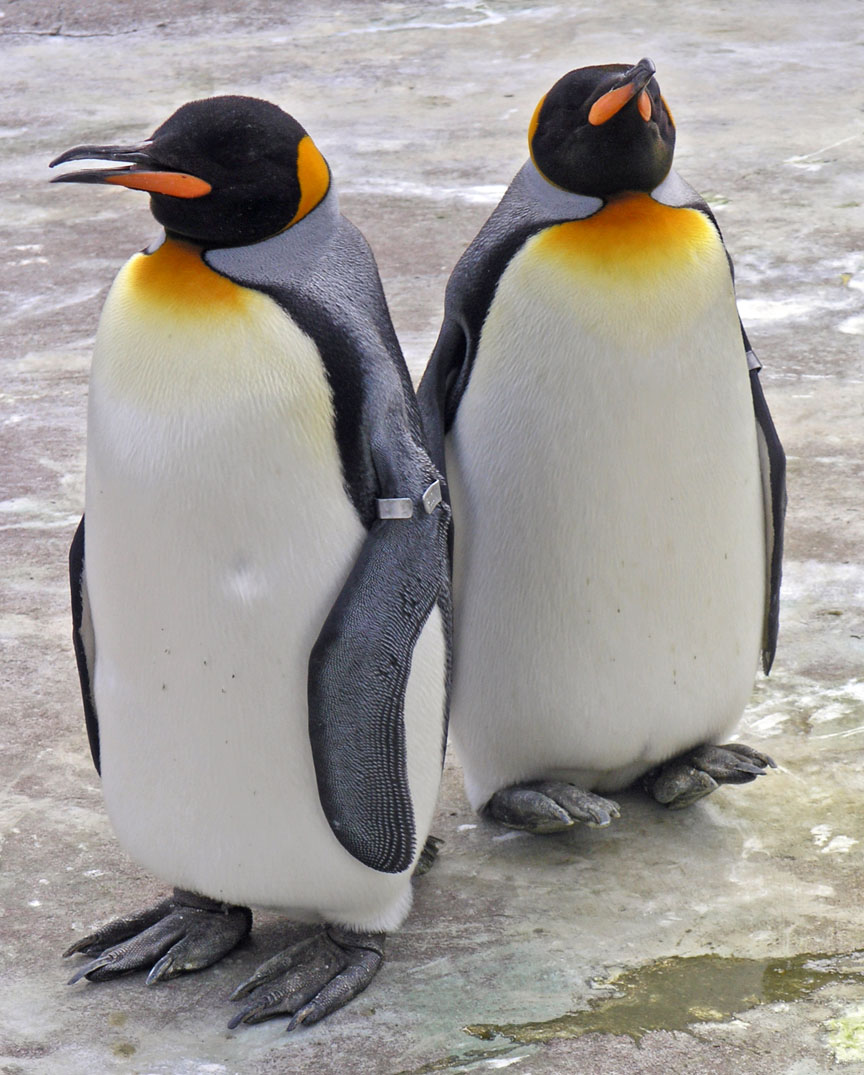
Königspinguin
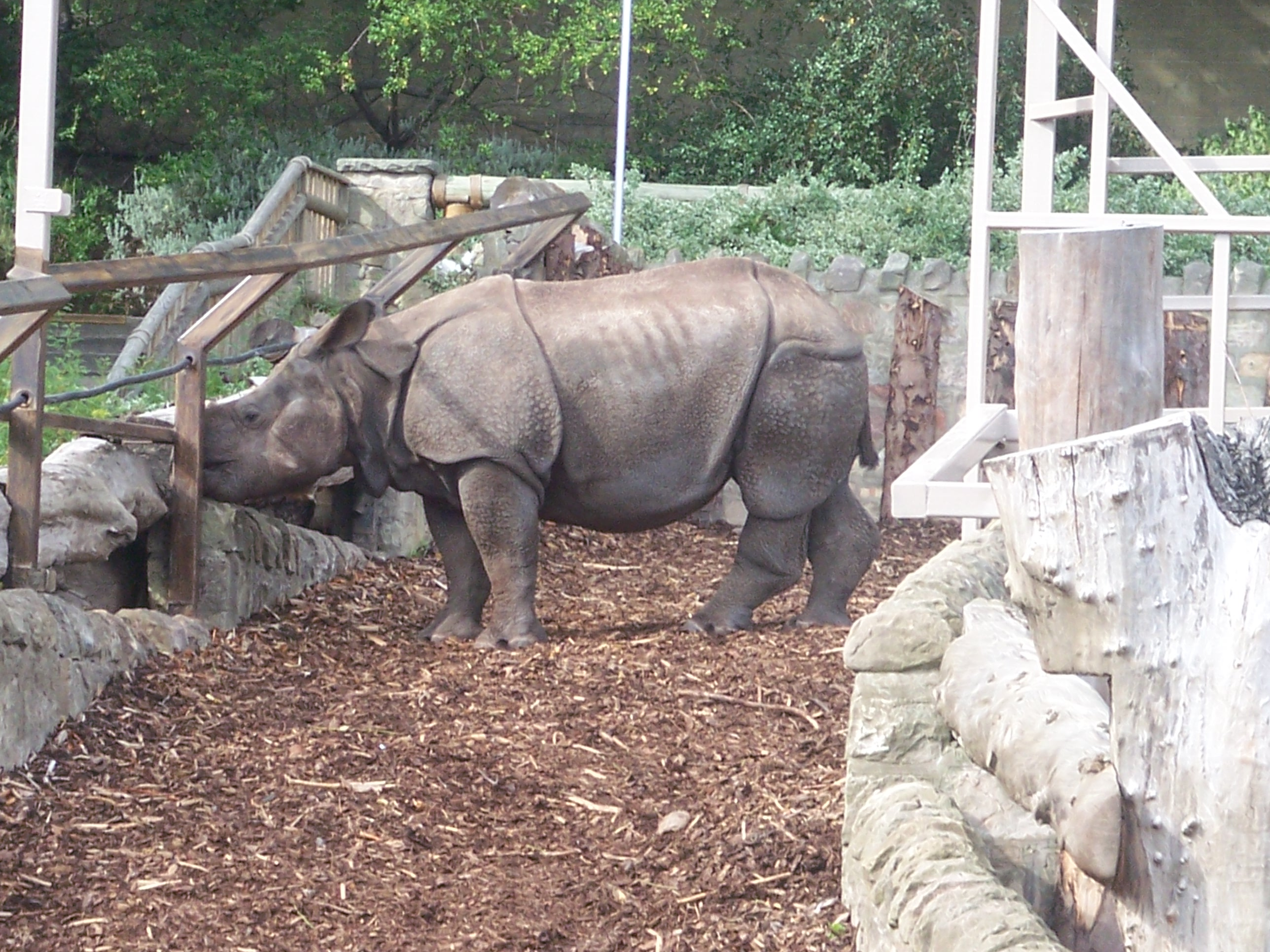
Panzernashorn